# Tamanrejo (Limbangan)
Tamanrejo is een bestuurslaag in het regentschap Kendal van de provincie Midden-Java, Indonesië. Tamanrejo telt 2214 inwoners (volkstelling 2010).